# Исчезающие языки
Исчеза́ющие языки́ (англ. endangered languages) — языки, которые в настоящее время используются, но могут исчезнуть в ближайшее время из-за вымирания населения или смены им основного языка. В многоязычных странах предпочтение отдаётся языкам основного населения, что приводит к вымиранию языков национальных меньшинств. Язык, который не имеет носителей, называется мёртвым языком.

## Классификация
Общее число современных языков в мире точно не определено. Число национальных языков в 2005 году составило 6 912 (2000 из них представлены минимальным числом носителей), из которых 32,8 % (2 269) были в Азии и 30,3 % (2 092) — в Африке. У половины из 6 000 языков мира насчитывается 10 000 носителей, а у 1/4 — менее 1 000. На 96 % всех языков говорят лишь 3 % населения мира. И это в среднем составляет 30 000 человек на язык (если исключить 4 % распространённых языков). По состоянию на 2009 год, в России 136 языков находились под угрозой исчезновения, из которых 20 уже считались мёртвыми. На 2017 год насчитывается около 360 языков, на каждом из которых говорит менее 50 человек. Почти всё изучение языковой угрозы было связано с разговорными языками. Существует классификация (составленная на основе «Красной книги языков» ЮНЕСКО) исчезающих и уже вымерших языков мира:
- Вымершие языки (англ. extinct);
- Языки на грани вымирания (англ. nearly extinct);
- Исчезающие языки (англ. seriously endangered);
- Неблагополучные языки (англ. endangered);
- Благополучные (невымирающие) языки (англ. not endangered).

## Атлас языков мира, находящихся под угрозой исчезновения
Исчезновение языка — это не только потеря для его носителей, но также потеря для всего человечества, ибо язык является основной частью культурного наследия носителей этого языка. «Атлас языков мира, находящихся под угрозой исчезновения» (англ. Atlas of the World’s Languages in Danger), ранее «Красная книга исчезающих языков» (англ. Red Book of Endangered Languages) — издание ЮНЕСКО, которое предназначено для привлечения внимания властей, сообществ и широкой публики к проблеме языков, необходимости сохранения языкового многообразия в мире. Кроме того, целью ЮНЕСКО является осуществление контроля над состоянием вымирающих языков. Последний выпуск Атласа был издан в 2010 году при поддержке правительства Норвегии на английском, французском и испанском языках и содержит около 2500 языков (230 из которых уже исчезли с 1950 года). В Атласе, в отделе каждого языка указаны все его данные: название, уровень жизнеспособности, страны, где на нём говорят и населения-носители.